# エポカドーロ
エポカドーロ（欧字名:Epoca d'Oro、2015年2月15日 - ）は、日本の競走馬、種牡馬。
2018年の皐月賞（GI）優勝馬である。

## デビュー前

### 誕生までの経緯

#### 田上牧場とチカノヴァ
田上牧場は、1948年に田上雄一が北海道三石村で開いた競走馬生産牧場である。田上家は、明治中期に兵庫県淡路島から北海道本桐村、三石に入植するといったルーツがあった。繋養する繁殖牝馬が数頭のみという小規模、家族経営牧場だったが、少ない生産馬の中から1983年の桜花賞、シャダイソフィアに次いで、ダイナカールを上回って2着となったミホクイーンが誕生。2代目田上稔となっても繋養する繁殖牝馬は7、8頭に保つ堅実な経営を続けていたが、それでも重賞優勝馬カイラスアモン、ジョウテンブレーヴが誕生、さらに2004年の朝日杯フューチュリティステークス（GI）を優勝したマイネルレコルトが誕生していた。
ただ、堅実な経営は続けていたものの、バブル経済で潤った1989年には、イギリス・ニューマーケットから繁殖牝馬――牧場の基軸となるような繁殖牝馬の導入を敢行している。同じような方針の牧場経営者2人を誘って、ノーザンダンサー直仔であるチカノヴァを共同購入して輸入した。繁殖牝馬チカノヴァの仔を3人で分け合う約束で、徹に割り当てられたのがシェイディハイツの仔である。その仔には「太陽」と「3人」の意味を持った「サンルージュ」という名前が与えられた。サンルージュは未出走のまま、田上牧場で繁殖牝馬となる。仔を産み続けて2003年、父フォーティナイナーである8番仔の牝馬が誕生する。

#### ダイワパッション
8番仔は、冠名「ダイワ」で知られる大城敬三の所有となり「ダイワパッション」と命名された。ダイワパッションは美浦の増沢末夫厩舎から競走馬としてデビューし、4戦目で勝ち上がり。それから500万円以下、フェアリーステークス、フィリーズレビューの重賞2連勝を含む4連勝。迎えた桜花賞ではアドマイヤキッス、フサイチパンドラ、テイエムプリキュアに次ぐ4番人気の支持を集めたが、16着に敗れていた。その後、4歳末まで出走し続けたが、勝利や入着は4連勝が最後だった。17戦4勝で競走馬を引退し、田上稔牧場で大城が所有し続ける形で繁殖牝馬となった。
ダイワパッションは、大城のダイワメジャーと初年度から5年連続交配した。5年のうち、3年目の生後直死を除いて4頭を生産。初仔から3番仔を産むまでは、大城がダイワパッションの他に、仔たちも所有し続けていた。しかし4番仔からは、繋養する田上自身でダイワパッションを所有するようになった。4番仔はセレクトセールに上場され、2625万円でビッグレッドファームに売却されている。
牧場所有の繁殖牝馬となったダイワパッションは、6年目に初めてダイワメジャーではないエンパイアメーカーと交配したが不受胎に終わり、空胎で過ごしていた。そして7年目となる2014年、この頃から3代目就任予定の田上徹が交配相手を選ぶようになった。徹はこの2、3年前から配合を考え続けた末に、産駒がまだデビューしていない「新種牡馬」を牧場の繁殖牝馬に積極的にあてがうことにする。徹は、ダイワパッションにも、新種牡馬オルフェーヴルを選択した。新種牡馬は、その実力が判明しておらず、その産駒が活躍するか不透明であり、小規模経営の家族牧場としては挑戦的、しかし徹は逆手にとって、実力が分からないから新種牡馬の仔は売れやすいだろう、と目論んでいた。

### 幼駒時代
2015年2月15日、田上稔が退いて代替わりが発生した田上徹牧場にて、ダイワパッションの5番仔である黒鹿毛の牡馬（後のエポカドーロ）が誕生する。早生まれの5番仔は、体が薄く目立つところのない馬であり、性格は大人しかったという。それに他の馬と集団で走っても後方を走るような馬だった。徹は、同年7月のセレクトセール当歳セッションで売却を図る。徹は1800万円を最低希望価格に据えて上場した。腹では「2500万円ぐらい」で落ち着くと考えていたが3000万円を突破、最終的に愛馬会法人の株式会社ユニオンオーナーズクラブ、代表の藤原悟郎によって3400万円で落札された。牧場では1歳3月まで過ごした。その後は浦河町の辻牧場にて中期育成、同町の吉澤ステーブルにて後期育成が施された。後期育成中は、同町の軽種馬育成調教センターを利用している。鍛えられた5番仔は、田上が牧場時代とは「別の馬」と考えるほど、見違える姿に成長していた。

ユニオンオーナーズクラブでは「ペガサスII」の名で出資会員募集がなされ、他の同期に先立って出資会員を募る「先行募集馬」に指定された。一口9万円の全500口、総額4500万円という値段設定だった。クラブは募集時、予想体重を「470-90キログラム」距離適性を「中距離」であると捉えたうえに以下のように見極めている。

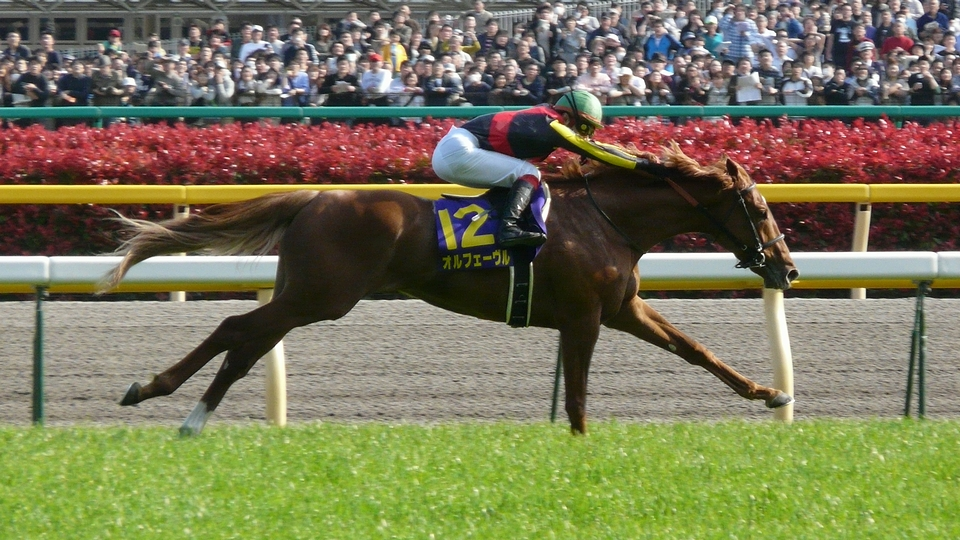
オルフェーヴル（皐月賞）

この5番仔には、イタリア語で「黄金の時代」を意味する「エポカドーロ」という競走馬名が与えられる。「黄金の時代」とは、「『金細工師』の父」と、「カリフォルニア・ゴールドラッシュを引き起こした『フォーティナイナーズ』の母父」から連想したものだった。

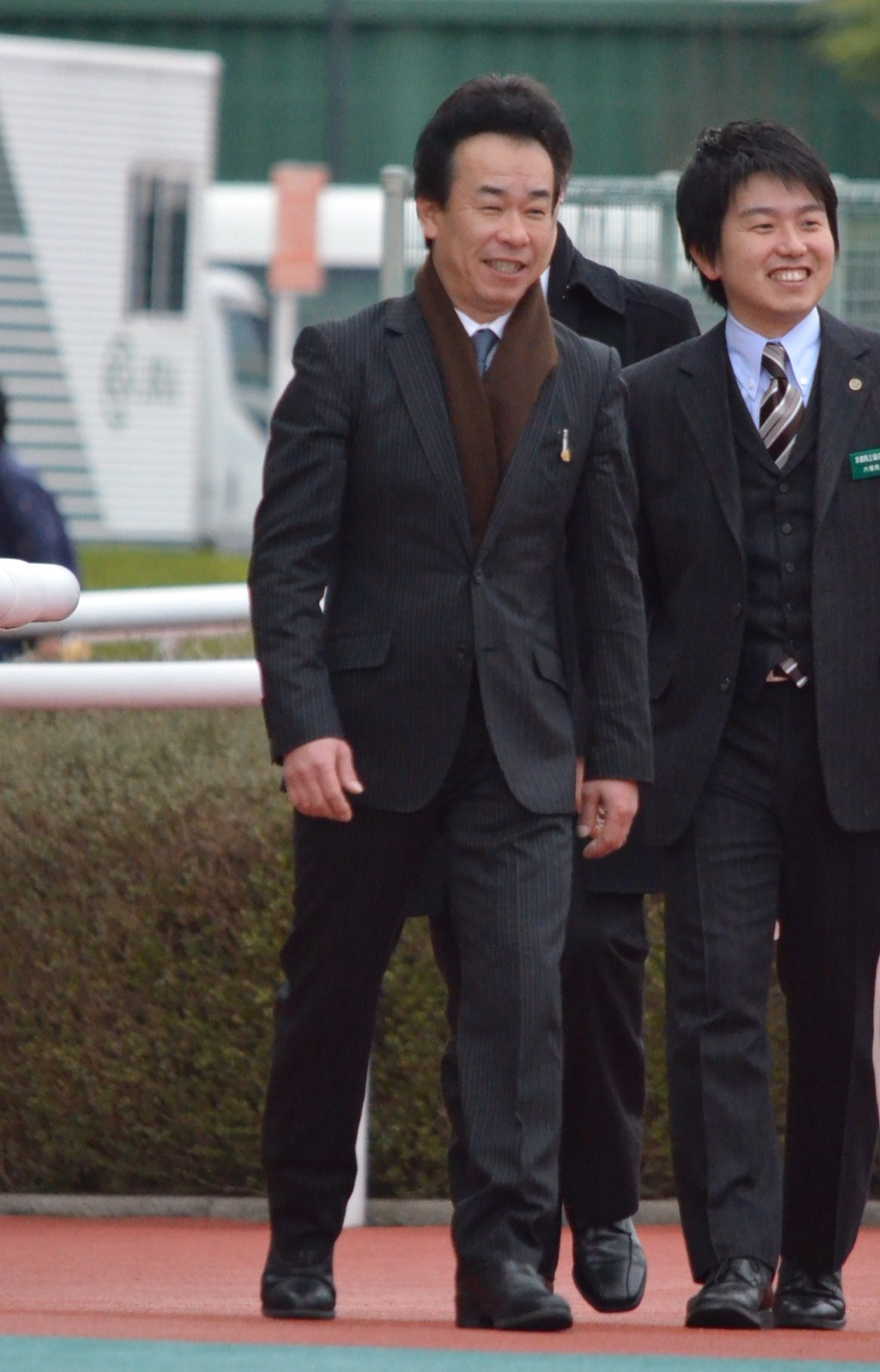
藤原英昭（2012年）

エポカドーロは、栗東トレーニングセンターの藤原英昭厩舎の管理馬となった。英昭はエポカドーロの当歳時、2015年7月のセレクトセールを訪れており、エポカドーロを落札した直後のユニオン代表・藤原悟郎に偶然遭遇していた。英昭は厩舎の初勝利がユニオンであるなど、悟郎とは「旧知の仲」だった。英昭は高い身体能力と荒い気性を兼ねるオルフェーヴルに魅力を感じており、その仔を調教・管理したいと考えていたちょうどそのとき、セレクトセールの会場にて悟郎から、落札したばかりのオルフェーヴルの初年度産駒・エポカドーロの管理を依頼されていた。エポカドーロを見た英昭は、体がオルフェーヴルに似ていると捉えていた。

## 競走馬時代

### クラシックまでの道程
2017年10月9日、京都競馬場の新馬戦（芝1800メートル）に北村友一が騎乗し、単勝オッズ17.2倍の4番人気でデビュー。2番手から逃げる3番人気のタングルウッドを捕えることはできず、3馬身以上後れを取る3着となった。その後は馬体の成長を促すために、放牧に出され、長らく戦線を離れた。出走しないまま年を越し、3歳となった2018年1月21日、京都競馬場の未勝利戦（芝1600メートル）では馬体重14キログラム増加で現れ、福永祐一に導かれて初勝利。それから格上挑戦となる重賞、きさらぎ賞（GIII）に出走登録を行うも回避し、2月10日の小倉競馬場のあすなろ賞（500万円以下、芝2000メートル）を選択。右回り、小回りの小倉2000メートル参戦は、同じく右回り、小回りの中山2000メートル、クラシック一冠目の皐月賞を見据えたものだった。鞍上には関東、自身2回目の小倉参戦だった戸崎圭太が起用されていた。この週末は、建国記念の日により三連休となり3日間の変則開催。特に10日土曜日の中央競馬は、関東圏では開催がなかった（詳細は2018年の日本競馬#概要を参照。）。単勝オッズ2.5倍の1番人気という支持だった。スタートから先手を奪って逃げ、後方に3馬身半のリードを保って逃げ切り勝利、連勝で2勝目を挙げた。以降、引退まで戸崎が騎乗し続けることとなる。
続いて3月18日、皐月賞のトライアル競走であるスプリングステークス（GII）で重賞初出走となる。皐月賞と同条件の弥生賞を使わなかったのは、距離や相手関係よりも、前走から間隔やエポカドーロの状態を重視したためだった。GI2着のステルヴィオ、重賞2着のルーカスに次ぐ3番人気の支持だった。スタートからコスモイグナーツがハナを奪って大逃げをする一方、エポカドーロはそれに次ぐ2番手、一団となった後方馬群の先頭だった。最終コーナーから直線にかけて馬群は追い上げて大逃げ馬に接近したが、エポカドーロは馬群を率いていた。残り200メートルで大逃げ馬を外から捉えてかわし抜け出す。しかし、外から追い込むステルヴィオに並びかけられた。2頭は競り合ったまま決勝線を通過。写真判定によりステルヴィオのハナ差先着が認められ、2着に敗退となった。ただし皐月賞の優先出走権は獲得、間もなく皐月賞参戦を表明した。

### 皐月賞
4月15日、稍重馬場の皐月賞（GI）に臨む。JRA賞最優秀2歳牡馬並びに弥生賞優勝馬ダノンプレミアムが回避する中、そのダノンプレミアムに弥生賞で後れを取ったワグネリアンが単勝オッズ3.5倍の1番人気、続いてステルヴィオが3.7倍。対してエポカドーロは、14.5倍の7番人気という支持だった。
スタートから3頭がハナを争って大逃げする一方で、エポカドーロは控えて4番手を追走。大逃げ3頭以外は一団、すなわち4番手は後方馬群を率いるというスプリングステークスと同様の展開となった。逃げた3頭と後方馬群の間は約10馬身差まで広がり、逃げた3頭はハイペース、後方馬群はスローペースを刻む。最終コーナーでは、後方馬群が追い出しを開始し、大逃げ3頭との差を縮めていたが、エポカドーロは4番手、馬群の先頭であり続けた。直線に向いたエポカドーロは、まず失速した逃げ馬の1頭を外からかわし、逃げ粘る2頭に接近。残り100メートル地点でかわして抜け出す。それから後方馬群から追い上げるサンリヴァルを寄せ付けず、2馬身差をつけて先頭で入線する。スプリングステークスと同じ展開、同じ戦法だったが、今度は逆転を許さず、先頭を守り続けた。
重賞初勝利ならびにGI初勝利を達成。さらにスプリングステークス2着から皐月賞を優勝したのは1980年ハワイアンイメージ以来38年ぶり史上3度目だった。また戸崎やヒダカ・ブリーダーズ・ユニオン、オルフェーヴル産駒にとっても初めてのクラシック競走勝利であった。併せて「三石産」としては、1990年優勝のハクタイセイ以来28年ぶりだった。

### 皐月賞以後
続くクラシックの二冠目、5月27日の東京優駿（日本ダービー）（GI）に臨む。皐月賞不出走のダノンプレミアム、ブラストワンピースが1、2番人気、皐月賞5着のキタノコマンドールが3番人気となる中、エポカドーロは、10.5倍の4番人気という評価だった。「三石産」としては1951年トキノミノルから遠ざかるダービーのタイトルを目指した。レース前、パドックに向かおうとしなかったため、誘導馬に連れられてパドックに現れる一幕もあった。レース時、スタートからハナを奪って逃げに出たエポカドーロはスローペースに落として、前半の1000メートルを59.6秒で通過。同日の前座レースのそれと比べて1秒以上遅いペースにすることができていた。先頭を守って迎えた直線では、内からダノンプレミアム、外から16番人気コズミックフォースが接近してきたが、それらを下して抜け出した。しかしコズミックフォースの直後の好位にいた5番人気ワグネリアンが、外から末脚を発揮。残り100メートルで並ばれ、抵抗したが差し切られた。2着、ダービーに半馬身及ばず、二冠とはならなかった。
夏を休養に充て、秋は9月23日の神戸新聞杯（GII）から始動する。ワグネリアンも出走しており、18年ぶりとなる皐月賞と東京優駿の優勝馬による神戸新聞杯での対決が実現した。人気は、ワグネリアンを上回る1番人気だったが、スタートで落馬寸前まで躓いて後手を踏むアクシデントに見舞われた。中団追走から追い込んだものの、ワグネリアンに敵わず4着となる。その後の菊花賞（GI）は、ブラストワンピース、神戸新聞杯2着のエタリオウに次ぐ3番人気で臨み、3番手追走から直線で伸びず8着。藤原によれば、敗因は距離だという。4歳となった2019年は中山記念（GII）で始動し、3番人気5着。続く大阪杯（GI）では逃げたが直線で失速して10着。参戦直後には、鼻出血が確認された。
その後は放牧となったが、その間に腸捻転を発症し、1年以上戦線を離脱する。開腹手術を経て克服し金鯱賞で復帰を目指したが、状態が整わず回避。続いて札幌記念を目指したが叶わなかった。2020年8月5日に復帰を断念して引退が決定。21日付でJRAの競走馬登録を抹消した。

## 競走成績
以下の内容は、netkeiba.comおよびJBISサーチの情報に基づく。
| 競走日     | 競馬場 | 競走名      | 格      | 距離（馬場）  | 頭 数 | 枠 番 | 馬 番 | オッズ （人気） | 着順 | タイム （上がり3F） | 着差 | 騎手      | 斤量 [kg] | 1着馬（2着馬）       | 馬体重 [kg] |
| ---------- | ------ | ----------- | ------- | ------------- | ----- | ----- | ----- | --------------- | ---- | ------------------- | ---- | --------- | --------- | -------------------- | ----------- |
| 2017.10.09 | 京都   | 2歳新馬     |         | 芝1800m（良） | 10    | 6     | 6     | 017.20（4人）   | 03着 | R1:50.9（34.2）     | -0.5 | 0北村友一 | 55        | タングルウッド       | 484         |
| 2018.01.21 | 京都   | 3歳未勝利   |         | 芝1600m（良） | 15    | 7     | 13    | 004.40（2人）   | 01着 | R1:36.1（35.8）     | -0.4 | 0福永祐一 | 56        | （ラノカウ）         | 498         |
| 0000.02.10 | 小倉   | あすなろ賞  | 500万下 | 芝2000m（稍） | 12    | 1     | 1     | 002.50（1人）   | 01着 | R2:00.8（35.2）     | -0.6 | 0戸崎圭太 | 56        | （スーパーフェザー） | 496         |
| 0000.03.18 | 中山   | スプリングS | GII     | 芝1800m（良） | 13    | 4     | 5     | 005.30（3人）   | 02着 | R1:48.1（34.7）     | -0.0 | 0戸崎圭太 | 56        | ステルヴィオ         | 492         |
| 0000.04.15 | 中山   | 皐月賞      | GI      | 芝2000m（稍） | 16    | 4     | 7     | 014.50（7人）   | 01着 | R2:00.8（35.2）     | -0.3 | 0戸崎圭太 | 57        | （サンリヴァル）     | 492         |
| 0000.05.27 | 東京   | 東京優駿    | GI      | 芝2400m（良） | 18    | 6     | 12    | 010.50（4人）   | 02着 | R2:23.7（34.7）     | -0.1 | 0戸崎圭太 | 57        | ワグネリアン         | 490         |
| 0000.09.23 | 阪神   | 神戸新聞杯  | GII     | 芝2400m（良） | 10    | 7     | 8     | 002.70（1人）   | 04着 | R2:26.1（34.5）     | -0.5 | 0戸崎圭太 | 56        | ワグネリアン         | 486         |
| 0000.10.21 | 京都   | 菊花賞      | GI      | 芝3000m（良） | 18    | 3     | 5     | 005.50（3人）   | 08着 | R3:06.9（34.8）     | -0.8 | 0戸崎圭太 | 57        | フィエールマン       | 490         |
| 2019.02.24 | 中山   | 中山記念    | GII     | 芝1800m（良） | 11    | 7     | 9     | 005.30（3人）   | 05着 | R1:45.7（34.2）     | -0.2 | 0戸崎圭太 | 57        | ウインブライト       | 496         |
| 0000.03.31 | 阪神   | 大阪杯      | GI      | 芝2000m（良） | 14    | 3     | 4     | 014.30（8人）   | 10着 | R2:02.0（36.5）     | -1.0 | 0戸崎圭太 | 57        | アルアイン           | 490         |

## 種牡馬時代
競走馬引退後は、北海道新ひだか町のアロースタッドで種牡馬となる。

### 主な産駒
- ミナトミナイト（2025年ひまわり賞）

## 種牡馬成績
以下の内容は、JBISサーチの情報に基づく。
| 種付年度 | 種付頭数 | 生産頭数 | 血統登録頭数 | 出走頭数 | 勝馬頭数 | 重賞勝馬頭数 | AEI  |
| -------- | -------- | -------- | ------------ | -------- | -------- | ------------ | ---- |
| 2021     | 52       | 36       | 36           | 31       | 9        | 0            | 0.57 |
| 2022     | 39       | 25       | 25           | 3        | 1        | 0            | 1.03 |
| 2023     | 44       | 30       | 27           | 0        | －       | －           | －   |
| 2024     | 23       | 0        | 0            | 0        | －       | －           | －   |
| 合計     | 合計     | 合計     | 88           | 0        |          |              |      |

- 情報は、2025年5月9日時点。

## 血統表
| エポカドーロの血統                         | エポカドーロの血統                                       | エポカドーロの血統                                 | （血統表の出典）                                   | （血統表の出典）  |
| 父系                                       | サンデーサイレンス系                                     | サンデーサイレンス系                               | サンデーサイレンス系                               | [ § 2 ]           |
| 父 オルフェーヴル 2008 栗毛 北海道白老町   | 父の父ステイゴールド 1994 黒鹿毛 北海道白老町            | *サンデーサイレンス Sunday Silence                 | Halo                                               | Halo              |
| 父 オルフェーヴル 2008 栗毛 北海道白老町   | 父の父ステイゴールド 1994 黒鹿毛 北海道白老町            | *サンデーサイレンス Sunday Silence                 | Wishing Well                                       |                   |
| 父 オルフェーヴル 2008 栗毛 北海道白老町   | 父の父ステイゴールド 1994 黒鹿毛 北海道白老町            | ゴールデンサッシュ                                 | *ディクタス                                        | *ディクタス       |
| 父 オルフェーヴル 2008 栗毛 北海道白老町   | 父の父ステイゴールド 1994 黒鹿毛 北海道白老町            | ゴールデンサッシュ                                 | ダイナサッシュ                                     |                   |
| 父 オルフェーヴル 2008 栗毛 北海道白老町   | 父の母オリエンタルアート 1997 栗毛 北海道白老町          | メジロマックイーン                                 | メジロティターン                                   | メジロティターン  |
| 父 オルフェーヴル 2008 栗毛 北海道白老町   | 父の母オリエンタルアート 1997 栗毛 北海道白老町          | メジロマックイーン                                 | メジロオーロラ                                     |                   |
| 父 オルフェーヴル 2008 栗毛 北海道白老町   | 父の母オリエンタルアート 1997 栗毛 北海道白老町          | エレクトロアート                                   | *ノーザンテースト                                  | *ノーザンテースト |
| 父 オルフェーヴル 2008 栗毛 北海道白老町   | 父の母オリエンタルアート 1997 栗毛 北海道白老町          | エレクトロアート                                   | *グランマスティーヴンス                            |                   |
| 母 ダイワパッション 2003 鹿毛 北海道三石町 | 母の父*フォーティナイナー Forty Niner 1985 栗毛 アメリカ | Mr. Prospector                                     | Raise a Native                                     | Raise a Native    |
| 母 ダイワパッション 2003 鹿毛 北海道三石町 | 母の父*フォーティナイナー Forty Niner 1985 栗毛 アメリカ | Mr. Prospector                                     | Gold Digger                                        |                   |
| 母 ダイワパッション 2003 鹿毛 北海道三石町 | 母の父*フォーティナイナー Forty Niner 1985 栗毛 アメリカ | File                                               | Tom Rolfe                                          | Tom Rolfe         |
| 母 ダイワパッション 2003 鹿毛 北海道三石町 | 母の父*フォーティナイナー Forty Niner 1985 栗毛 アメリカ | File                                               | Continue                                           |                   |
| 母 ダイワパッション 2003 鹿毛 北海道三石町 | 母の母サンルージュ 1992 鹿毛 北海道三石町                | *シェイディハイツ Shady Heights                    | Shirley Heights                                    | Shirley Heights   |
| 母 ダイワパッション 2003 鹿毛 北海道三石町 | 母の母サンルージュ 1992 鹿毛 北海道三石町                | *シェイディハイツ Shady Heights                    | Vaguely                                            |                   |
| 母 ダイワパッション 2003 鹿毛 北海道三石町 | 母の母サンルージュ 1992 鹿毛 北海道三石町                | *チカノヴァ Tikanova                               | Northern Dancer                                    | Northern Dancer   |
| 母 ダイワパッション 2003 鹿毛 北海道三石町 | 母の母サンルージュ 1992 鹿毛 北海道三石町                | *チカノヴァ Tikanova                               | Cairn Rouge                                        |                   |
| 母系(F-No.)                                | (FN:1-n)                                                 | (FN:1-n)                                           | (FN:1-n)                                           | [ § 3 ]           |
| 5代内の近親交配                            | ノーザンテースト4×5=9.38% Northern Dancer4×5=9.38%       | ノーザンテースト4×5=9.38% Northern Dancer4×5=9.38% | ノーザンテースト4×5=9.38% Northern Dancer4×5=9.38% | [ § 4 ]           |
| 出典                                       | 1. 2. 3. 4.                                              | 1. 2. 3. 4.                                        | 1. 2. 3. 4.                                        | 1. 2. 3. 4.       |

- 半弟キングストンボーイ（父ドゥラメンテ）は2021年青葉賞2着、2024年勝島王冠、2025年報知グランプリカップ、ブリリアントカップ優勝の実績がある。
- 母のはとこにアメリカとカナダでG1を4勝したVenturaがいる。
- 4代母Cairn Rougeはアイリッシュ1000ギニー、チャンピオンステークスの勝ち馬[66]。